# Aspárrena

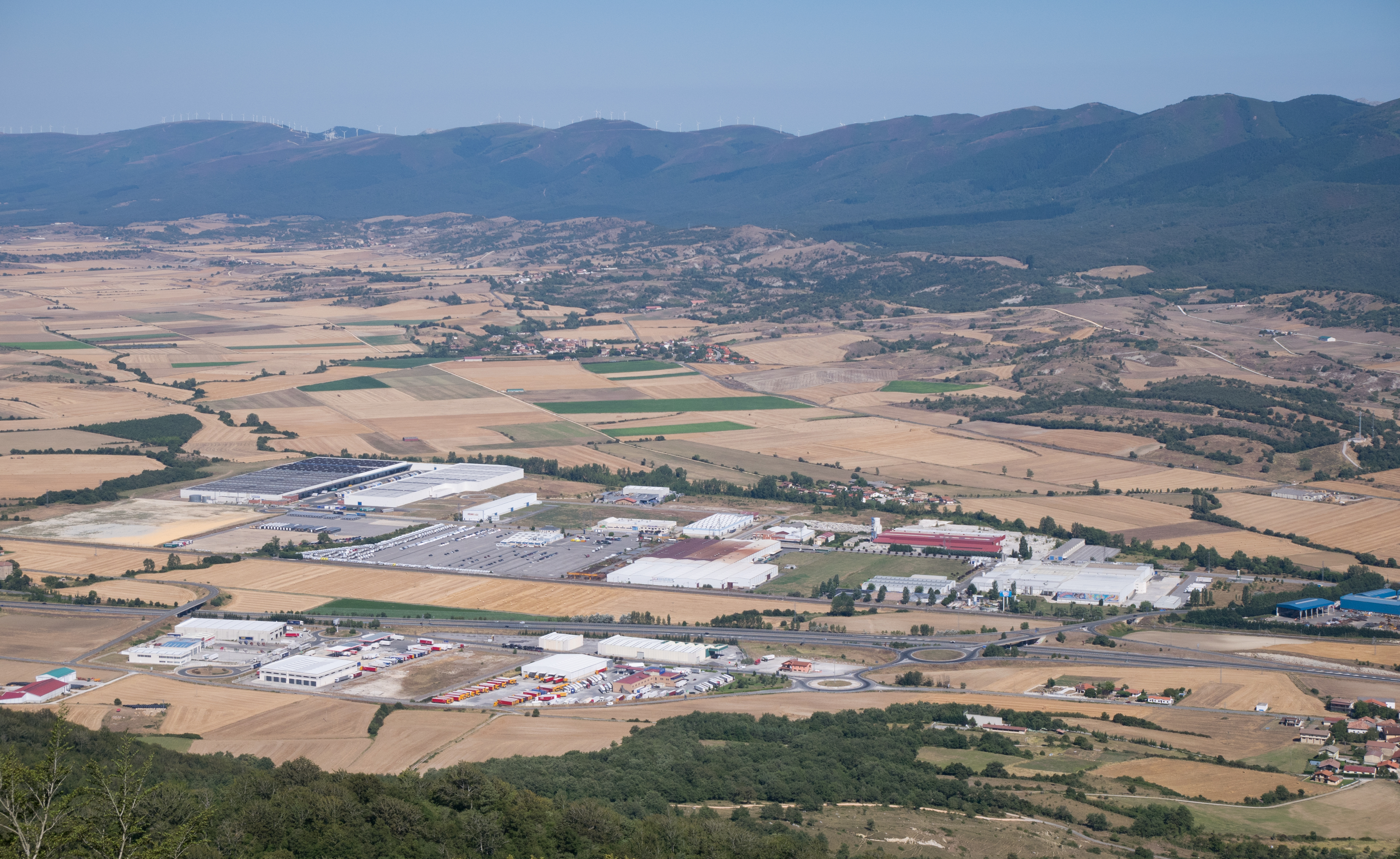
Polígono industrial de Aspárrena-San Millán

Aspárrena (oficialmente en euskera: Asparrena) es un municipio español de la provincia de Álava, en la comunidad autónoma del País Vasco. Cuenta con una población de 1720 habitantes (2017).
El principal núcleo del municipio es la población de Araya (en euskera y oficialmente Araia), donde se concentran las 3/4 partes de la población del mismo, así como la mayor parte de los servicios. Los 9 restantes pueblos que conforman el municipio son pequeñas aldeas de escasa población y que forman concejos dotados de cierta autonomía administrativa dentro del municipio.
El municipio de Aspárrena es partícipe de la Parzonería General de Guipúzcoa y Álava, situada al sur de Guipúzcoa.

## Toponimia
Aspárrena o Asparrena significa etimológicamente 'la parte baja de la peña' o 'la parte inferior de la peña'. Su ubicación geográfica se ajusta como un guante a esta descripción, ya que el municipio se cierre por el norte con peñas rocosas como Aratz, Imeleku, Allaitz o Umandia, a cuyos pies se ubican los pueblos del municipio.
El nombre proviene de la lengua vasca y se compone de atx ('peña'), de un segundo término barren, que en toponimia significa inferior y de la '-a' final que es un artículo. 
El topónimo aparece documentado desde el siglo XV, originalmente como Axparrena, aunque a partir de cierta época (posterior al siglo XVI) se transformó en Asparrena por un fenómeno de despalatalización. Puntualmente ha aparecido escrito bajo otros nombres como Azparrena (siglo XVIII) o Asparrana (censo de 1857).
En castellano y lengua vasca el topónimo se pronuncia prácticamente igual, diferenciándose principalmente en que en castellano suele escribirse con tilde, mientras que en euskera no, al carecer esta lengua de acentos gráficos. La denominación oficial del municipio, sin embargo, ha sido siempre Asparrena (sin tilde), aunque esta no concuerde con la transcripción al castellano de la acentuación más habitual del nombre.
La Real Academia de la Lengua Vasca indica que la '-a' final de Asparrena debe considerarse un artículo a la hora de declinar el nombre en esta lengua, por lo que se escribe Asparrenean, Asparreneko, Asparrenetik, Asparrenera.
(I) "... In vniuersam Hispaniã M. Varro peruenisse Iberos & Persas,& Phoenicas, Celtasque, Poenos tradit...
... M. Varro refiere que a toda España llegaron iberos, persas, fenicios, celtas y púnicos...".
Asparrena, localidad del P. Vasco en la provincia de Álava, e igualmente Egino —que también forma parte de la misma población—, y Zalduendo, con la que limita. De todos estos lugares escribe el insigne P. Madoz en los tomos III, VII y XVI, respectivamente, de su Diccionario:
Asparrena: "... mucho y buen ganado que se cría en este térm....".
Eguino: "... cría de ganado vacuno, caballar...".
Zalduendo [Álava]: "... cría ganado de toda especie...".
Zalduendo [Burgos]: "... IND.: la agrícola y arriería...".
Como hipótesis etimológica de estos lugares:
En el Dictionary English-Persian: Horse, ... asp [caballo].
El Diccionario heleno-español da: arren, ἄρρην hombre viril || macho — como préstamo griego prerromano, aunque Varrón no los enumera en su cita—.
Otro diccionario, concretamente el latino-español, añade al tema: equīnus -a -um: equino, caballar.
Finaliza el Diccionario trilingüe castellano-bascuence-latín: Caballo, Zaldia. Lat. Equus.
Nativo o invasor, el caballo también puede llegar a formar parte en toponimia. (II)
(I) a (II) Vástagos de Hércules I —pendiente de edición.

## Geografía

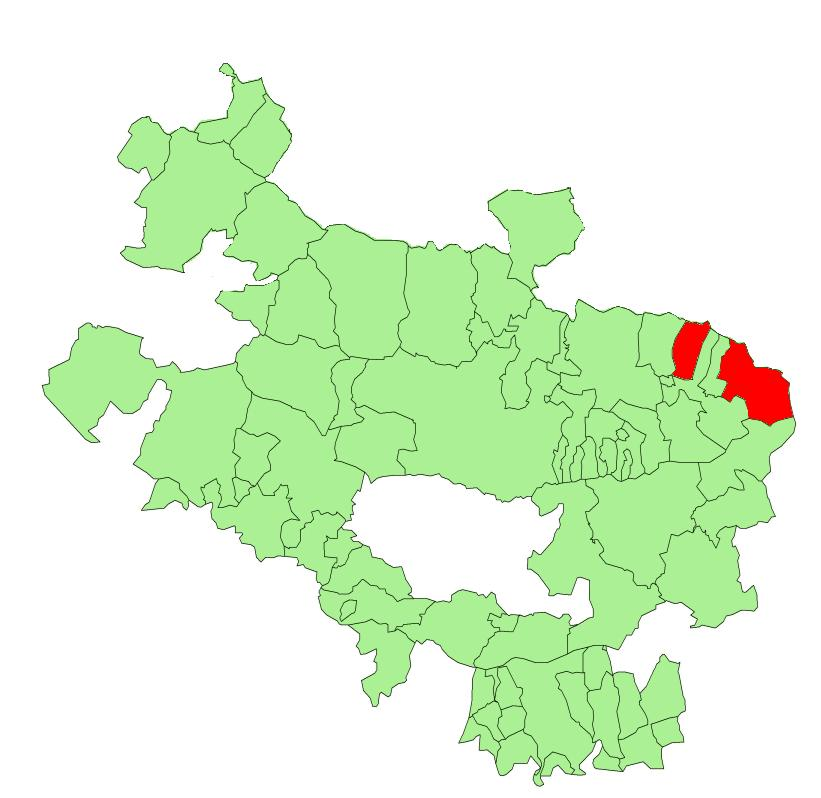
Extensión del municipio en la provincia de Álava

Está integrado en la comarca de Cuadrilla de la Llanada Alavesa, situándose la sede del ayuntamiento, Araya, a 35 kilómetros de la capital provincial. El término municipal está atravesado por la Autovía del Norte A-1 entre los pK 386 y 390. 
El municipio se extiende entre la sierra de Urquilla por el norte y la sierra de Encía por el sur, separadas ambas por parte de la Llanada Alavesa. Comprende dos territorios, separados por el municipio de Zalduendo de Álava, de los que el situado hacia el oeste lo ocupan Gordoa y Arriola. Se pueden distinguir en su relieve dos zonas muy claras: la zona llana, que ocupa la parte central del municipio, y los rebordes montañosos pertenecientes a las sierras antes descritas. En la sierra de Urquilla se alcanzan altitudes superiores a los 1400 metros (Peña Aratz, 1443 m; Malkorra, 1246 m). Un poco más al sur, las peñas de Egino suponen el descenso brusco a la Llanada. Finalmente, más hacia el sur se encuentra el ascenso a la sierra de Encía, que supera los 1150 metros de altitud. La sede del ayuntamiento, Araya, se alza a 603 metros sobre el nivel del mar.
| Noroeste: Oñate (Guipúzcoa)            | Norte: Parzonería General de Guipúzcoa y Álava | Nordeste: Ciordia (Navarra)                      |
| Oeste: Zalduendo de Álava y San Millán |                                                | Este: Ciordia (Navarra)                          |
| Suroeste: San Millán                   | Sur: Parzonería de Encía                       | Sureste: Ciordia (Navarra) y Parzonería de Encía |

### Espacios naturales
- Cueva de la Leze, Ilarduya y Eguino.[13]
- Cueva formada por el río Artzanegi, Albéniz.
- Cascadas de la Tobería, Andóin.
- Menhir de Itaida y el Cromlech de Mendiluze, en la sierra de Encía, Albéniz.
- Nacedero del río Zirauntza|Nacedero del río Zirauntza y su presa (siglo XIX), Araya.

## Demografía
Aspárrena cuenta con una población de 1611 habitantes (INE 2024).
| Gráfica de evolución demográfica de Aspárrena entre 1842 y 2021                                                                                                  |
| |
| Población de derecho según los censos de población del INE Población de hecho según los censos de población del INEEn estos censos se denominaba Asparrana: 1857 |

| Gráfica de evolución demográfica de Aspárrena entre 1988 y 2020 |
|                                                                 |

## Economía
En la economía local destaca el polígono de Aspárrena-San Millán, situado junto a la carretera N-I, a caballo de ambos municipios y entre los pueblos de Albéniz, Amézaga, Eguílaz y San Román de San Millán. Este polígono alberga una quincena de empresas, entre las que destacan Froneri Iberia S.L. (Helados Nestle, antiguo Helados Miko); Europark –distribuidora de automóviles de importación–; Pferd Rüggeberg (Caballito); el Centro Logístico de Michelin con 80 000 m² de almacenamiento para los neumáticos que fabrica en su planta de Vitoria; Röchling Automotive Araia; Planta de Reciclaje LYRSA. Centro CAT. Planta de tratamiento RAEE; y Queserías Araia S.L. entre otros.[cita requerida]

## Administración y política

### Gobierno municipal
| Partido político                                              | 2019  | 2019       | 2015  | 2015       | 2011  | 2011       | 2007  | 2007       | 2003        | 2003        | 1999  | 1999       | 1995  | 1995       |
| Partido político                                              | %     | Concejales | %     | Concejales | %     | Concejales | %     | Concejales | %           | Concejales  | %     | Concejales | %     | Concejales |
| Euskal Herria Bildu (EH Bildu)-Bildu                          | 58,62 | 6          | 27,04 | 3          | 49,03 | 6          | —     | —          | —           | —           | —     | —          | —     | —          |
| Euzko Alderdi Jeltzalea-Partido Nacionalista Vasco (EAJ-PNV)  | 35,78 | 3          | 31,05 | 3          | 16,27 | 1          | 15,44 | 1          | 45,05       | 5           | 25,91 | 3          | 32,57 | 3          |
| Partido Socialista de Euskadi-Euskadiko Ezkerra (PSE-EE PSOE) | 3,29  | 0          | 2,06  | 0          | 2,16  | 0          | 4,66  | 0          | 5,36        | 0           | 4,35  | 0          | 9,15  | 1          |
| Partido Popular del País Vasco (PP)                           | 1,21  | 0          | 1,85  | 0          | 2,80  | 0          | 4,18  | 0          | 8,49        | 1           | 7,15  | 0          | 4,79  | 0          |
| Can. I. Asparrena 1 (CIA 1)                                   | —     | —          | 25,30 | 2          | 21,88 | 2          | 10,25 | 1          | 23,36       | 2           | —     | —          | —     | —          |
| Can. I. Asparrena 2 (CIA 2)                                   | —     | —          | 11,51 | 1          | —     | —          | —     | —          | —           | —           | —     | —          | —     | —          |
| A.I. Azparrenako-Azparrenako Elkarte Inde (AIA-EI)            | —     | —          | —     | —          | —     | —          | 2,28  | 0          | —           | —           | —     | —          | —     | —          |
| Aralar                                                        | —     | —          | —     | —          | 5,82  | 0          | 32,41 | 4          | 13,24       | 1           | —     | —          | —     | —          |
| Eusko Alkartasuna (EA)                                        | —     | —          | —     | —          | —     | —          | 23,16 | 3          | Con PNV     | Con PNV     | 28,39 | 3          | 29,41 | 3          |
| Ezker Batua-Berdeak (EB-B)                                    | —     | —          | —     | —          | —     | —          | 5,57  | 0          | 2,43        | 0           | —     | —          | —     | —          |
| Euskal Herritarrok (EH)-Herri Batasuna (HB)                   | —     | —          | —     | —          | —     | —          | —     | —          | Ilegalizado | Ilegalizado | 24,35 | 3          | 18,95 | 2          |
| Agrupación Electoral Indte. de Azparrena (EAEI)               | —     | —          | —     | —          | —     | —          | —     | —          | —           | —           | 7,05  | 0          | —     | —          |
| Unidad Alavesa (UA)                                           | —     | —          | —     | —          | —     | —          | —     | —          | 0,03        | 0           | 0,93  | 0          | 3,16  | 0          |

### Organización territorial

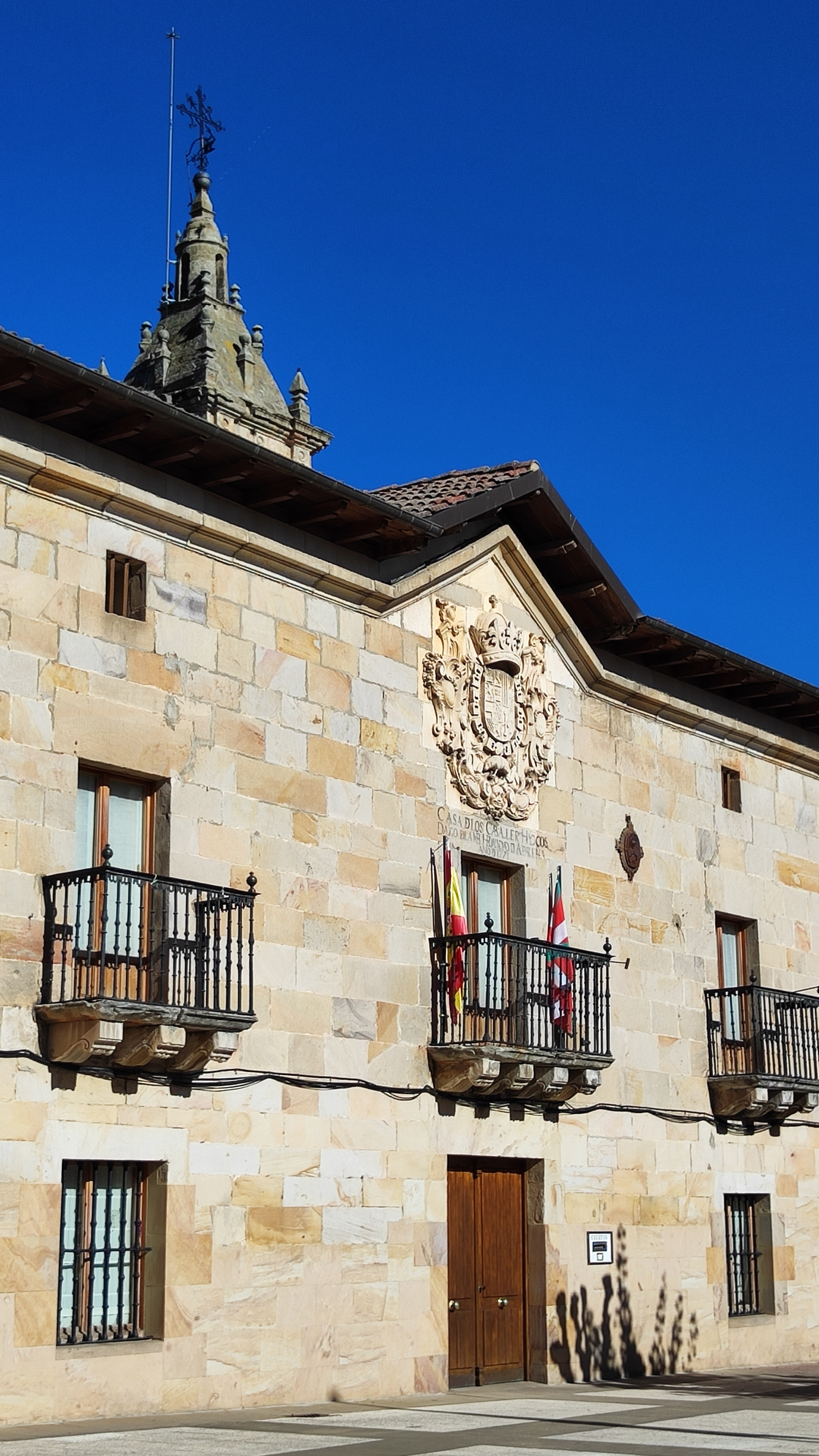
Ayuntamiento de Aspárrena, en Araya

El municipio está formado diez núcleos de población. El principal es Araya, que contabiliza 3/4 de la población municipal. Araya es la capital de Aspárrena y es el único de los diez pueblos del municipio que no forma un concejo, ya que depende directamente del municipio. 
| Núcleos de población | Nombre oficial   | 2000 | 2005 | 2010 | 2015 | 2019 |
| -------------------- | ---------------- | ---- | ---- | ---- | ---- | ---- |
| Araya                | Araia            | 1179 | 1221 | 1294 | 1248 | 1255 |
| Concejos             |                  |      |      |      |      |      |
| Albéniz              | Albeiz / Albéniz | 91   | 84   | 81   | 78   | 69   |
| Amézaga de Aspárrena | Ametzaga         | 21   | 16   | 36   | 39   | 35   |
| Andóin               | Andoin           | 46   | 35   | 26   | 28   | 26   |
| Arriola              | Arriola          | 45   | 45   | 41   | 41   | 40   |
| Eguino               | Egino            | 76   | 80   | 75   | 85   | 77   |
| Gordoa               | Gordoa           | 29   | 30   | 38   | 35   | 35   |
| Ibarguren            | Ibarguren        | 19   | 19   | 13   | 12   | 11   |
| Ilarduya             | Ilarduia         | 44   | 56   | 56   | 65   | 52   |
| Urabáin              | Urabain          | 28   | 20   | 20   | 16   | 14   |
| Total                | Total            | 1578 | 1606 | 1680 | 1647 | 1614 |

## Cultura

### Patrimonio
- Yacimiento de Kukuma, Araya
- Castillo de Marutegui o Murutegui (siglo VIII), Araya
- Ermita de San Juan de Amamio (siglo XII), Araya
- Parroquia de la Asunción (siglo XIII-XIV), Arriola
- Iglesia de San Pedro (siglo XV) y su retablo neoclásico, Araya
- Ermita de San Juan de Amamio (siglo XVI), Albéniz
- Ermita de Andra Mari (siglo XVIII), con una imagen barroca de la Asunción en su interior, Araya
- Casa consistorial de estilo barroco (1771), con el escudo de la Hermandad de Aspárrena, Araya
- Antigua ferrería de la familia Ajuria (siglo XIX), Araya
- Casa de Cultura y su colección de arte contemporáneo, Araya
- Cantera de Arrazpi, Araya
- Iglesia parroquial de San Juan Bautista, Albéniz
- Dos molinos fluviales, Albéniz[17]

### Fiestas y eventos
- Amezaga (mayo)
- Albéniz (San Juan, 23 de junio)
- Araya (San Pedro, 29 de junio)
- Eguino (San Cristóbal, 10 de julio)
- Andóin (Santa Marina, 18 de julio)
- Araya (15 de agosto)
- Arriola (15 de agosto)
- Gordoa (San Bartolomé, 24 de agosto)
- Ilarduya (San Miguel, 29 de septiembre)
- Ibarguren (septiembre).[cita requerida]
- Festival de Teatro de Humor de Araya (alrededor del 15 de agosto), Araya
- Araia TX (tercer sábado de julio), Araya
- Araia Krosa (tercer fin de semana de junio), Araya
- Carnavales rurales de Andóin-Eguino-Ilarduya
- Fin de año musical (fines de semana de octubre)